# Stefan Szyller (architekt)
Stefan Szyller (ur. 4 września 1857 w Warszawie, zm. 22 czerwca 1933 w Kutnie) – polski architekt i konserwator zabytków, przedstawiciel historyzmu.

## Życiorys
Kształcił się w Petersburgu, gdzie w 1881 ukończył studia na wydziale architektury miejscowej Akademii Sztuk Pięknych. Do Warszawy powrócił w roku 1888. Od 1890 był członkiem Towarzystwa Zachęty Sztuk Pięknych gdzie w latach 1890–1895 był członkiem komitetu towarzystwa. Był zwolennikiem form historycznych – w swej twórczości nawiązywał do renesansu i baroku. W latach 1906–1908 był wykładowcą kompozycji architektonicznych w ramach Kursów Politechnicznych na Wydziale Technicznym Towarzystwa Kursów Naukowych w Warszawie. Był także członkiem TKN.
Pochowany w Warszawie na cmentarzu Powązkowskim (kwatera 157-5-6,7).

## Rodzina
Jego ojcem był Teofil Schüller, również architekt (nazwisko Schüller to ponownie zniemczona wersja nazwiska Szyller), a matką Julianna Goebel. Rodzina Szyllerów prawdopodobnie pochodziła z Niemiec. Pradziadek Stefana, Franciszek Szyller, urodzony w 1754 roku w Warszawie, był jubilerem i radnym gminy Starej Warszawy. W roku 1889 wziął ślub z Zofią z Rymowiczów, z którą miał syna Stefana i córki Helenę (ur. 1890), Zofię (ur. 1896) i Ewę (ur. 1898). Stefan Szyller (syn) urodził się w 28 marca 1892 w Warszawie, a poległ 4 lipca 1919 pod wsią Horodyszcze k. Mołodeczna, jako podporucznik, zastępca dowódcy 3. szwadronu 1 Pułku Szwoleżerów. Pośmiertnie został odznaczony Krzyżem Srebrnym Orderu Virtuti Militari. W czasie I wojny światowej walczył w szeregach 1 Pułku Ułanów Legionów Polskich. Był studentem Politechniki Federalnej w Zurychu i Wyższej Szkoły Rolniczej w Warszawie.

## Ordery i odznaczenia
- Krzyż Oficerski Orderu Odrodzenia Polski (30 kwietnia 1927)[11]
- Order Świętej Anny III Klasy (1904)[12]

## Ważniejsze projekty
- biblioteka (dawna) i brama Uniwersytetu Warszawskiego
- budynki Politechniki Warszawskiej
- budynki Radomskiej Wytwórni Papierosów
- osiedle Fabryki Broni w Radomiu
- kościół Najświętszego Serca Jezusa w Radomiu
- kościół Zmartwychwstania Pańskiego w Warszawie
- kościół św. Barbary w Pionkach
- gmach Towarzystwa Zachęty Sztuk Pięknych w Warszawie
- pałac Niemojowskich w Marchwaczu pod Kaliszem
- neorenesansowy wystrój architektoniczny mostu Poniatowskiego w Warszawie (wieżyczki, pawilony, balustrady)
- wystrój wiaduktu Markiewicza przy ulicy Karowej w Warszawie, wspólnie z rzeźbiarzem Janem Woydygą
- kamienica Bronisława Lessera (1898) przy ulicy Koszykowej 11b w Warszawie, mieszcząca między innymi poselstwo Austrii oraz organizację Kolejowe Przysposobienie Wojskowe
- budynek Lecznicy Chirurgiczno-Ginekologicznej Ignacego Solmana przy alei Szucha 9 w Warszawie[13]
- kościół Matki Boskiej Częstochowskiej w Mońkach
- kościół Wniebowzięcia Najświętszej Maryi Panny w Siennicy Różanej
- kościół pw. Pomnik Krwi i Chwały św. Stanisława Biskupa Męczennika w Kowlu[14]
- gmach zakładu wychowawczego braci albertynów w Warszawie

Projektował liczne kościoły, między innymi w Baboszewie, Mońkach, Pionkach, Przytyku, Abramowicach Kościelnych, Białobrzegach, Częstochowie, neogotyckie w Sosnowcu, Mełgwi (św. Wita), Chełmicy Dużej, Charłupi Małej, Olbierzowicach, Druskienikach, Dłutowie, Osiecku, Trzeszczanach. Wykonał także niezrealizowany projekt rozbudowy kościoła w Obrytem.
Według jego projektu rozbudowano i przebudowano w stylu neobarokowym kolegiatę św. Michała w Ostrowcu Świętokrzyskim oraz przebudowano bazylikę katedralną Wniebowzięcia Najświętszej Maryi Panny w Płocku, przywracając jej fronton nawiązujący do renesansu. W latach 1911–1914 według projektu Stefana Szyllera dokonano restauracji i rozbudowy w stylu neogotyckim pobernardyńskiego kościoła św. Katarzyny w Radomiu. Szyller był również projektantem przebudowy gotyckiego kościoła parafialnego pw. św. Anny w Różanie w latach 1907–1913, a także kościoła św. Mikołaja i św. Małgorzaty w Jedlni.
W 2015 w regionie radomskim, gdzie architekt był szczególnie aktywny w okresie międzywojennym, powstał Szlak Twórczości Architektonicznej Stefana Szyllera. Obejmuje on zabytki sakralne (m.in. kościół Najświętszego Serca Jezusowego w Radomiu, kościół św. Barbary w Pionkach, kościół Świętej Trójcy w Białobrzegach), obiekty przemysłowe (budynki magazynowe dawnej Radomskiej Wytwórni Papierosów) oraz założenie urbanistyczne osiedla radomskiej fabryki broni (powstałego w latach 1923–1926).

## Publikacje
- Czy mamy polską architekturę? (1916 r.)[19];
- Jak powinna być odbudowana wieś polska (1915 r.)[20];
- Nie zatracajmy charakteru chaty polskiej (1915 r.)[20];
- O attykach polskich i polskich dachach wklęsłych (1909 r.)[21];
- Tradycya budownictwa ludowego w architekturze polskiej (1917 r.)[22];
- W obronie budownictwa drzewnego (1915 r.)[23].

## Galeria

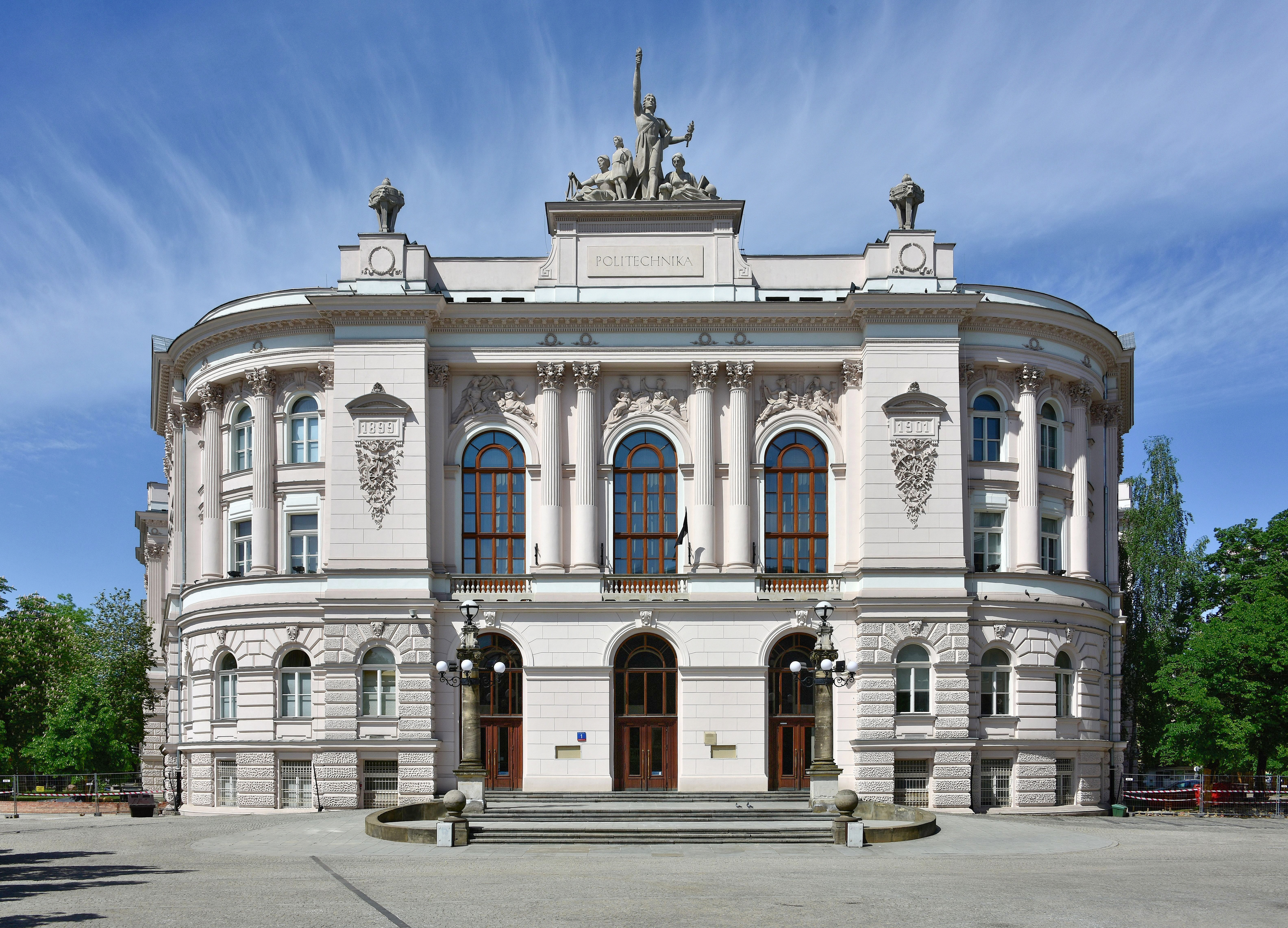
Gmach Główny Politechniki Warszawskiej
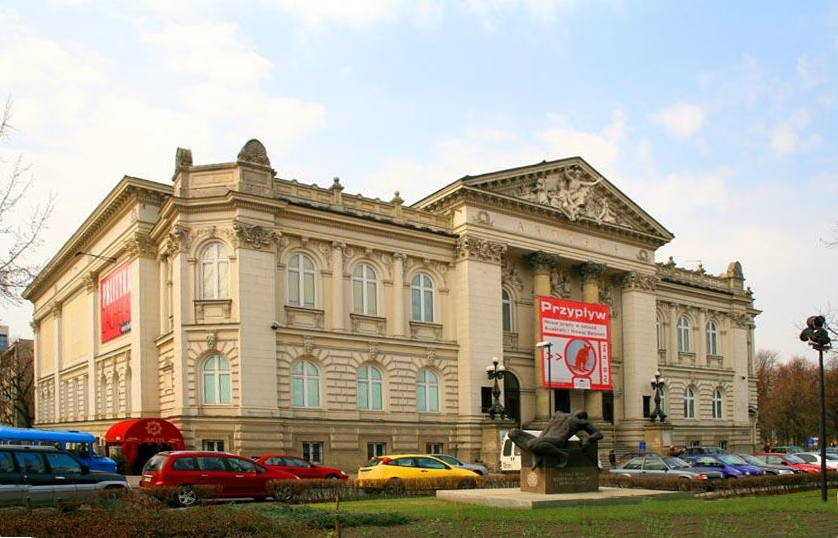
Gmach „Zachęty” w Warszawie
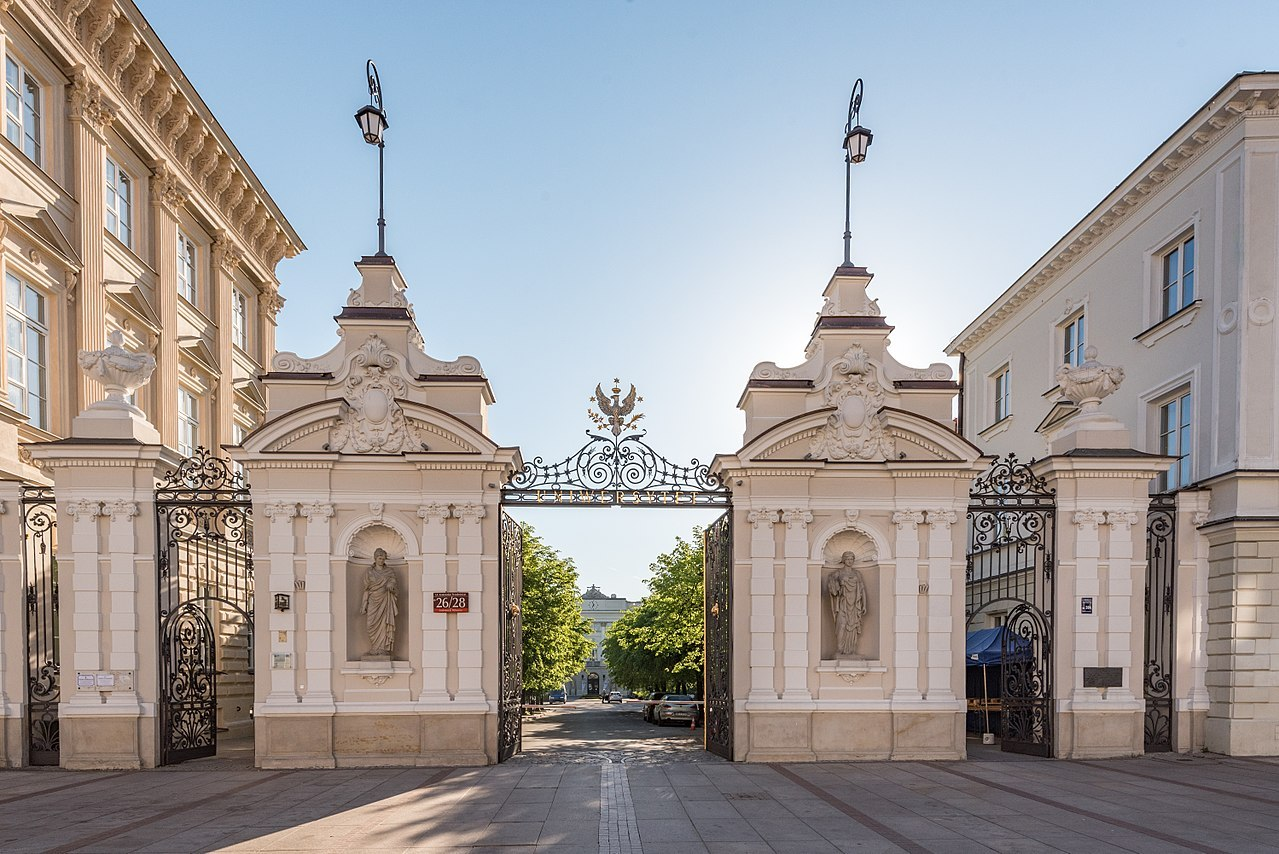
Brama Główna Uniwersytetu Warszawskiego
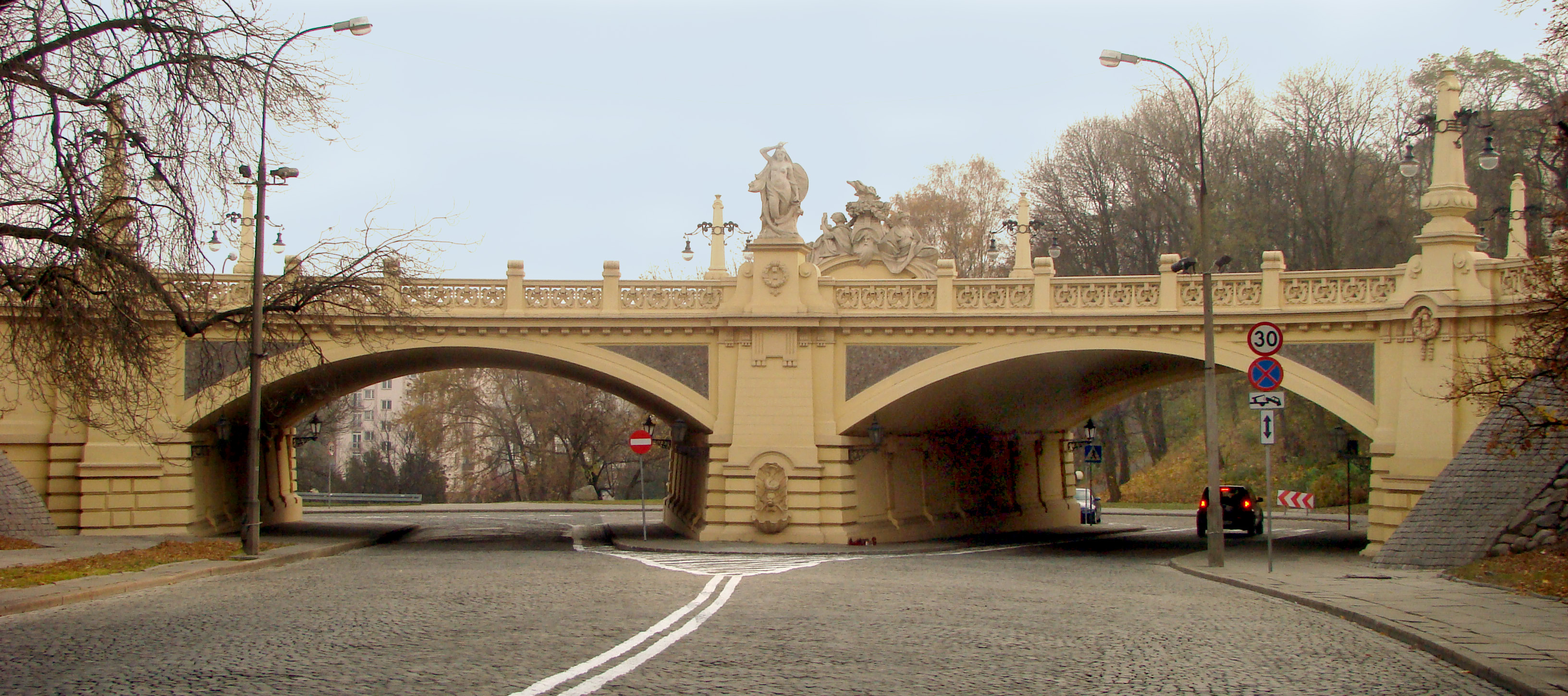
Wiadukt Markiewicza w Warszawie
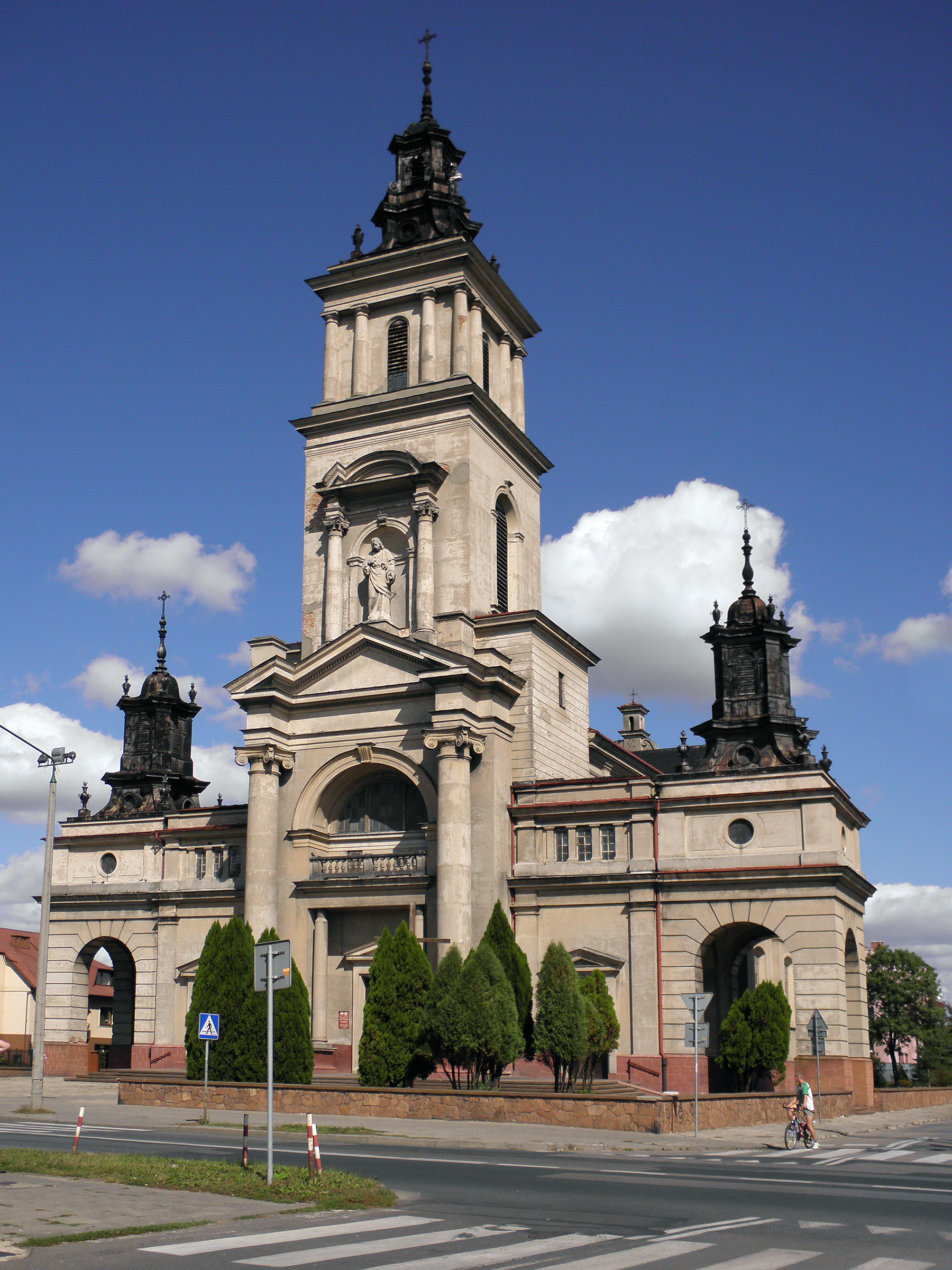
Kościół Najświętszego Serca Jezusowego w Radomiu
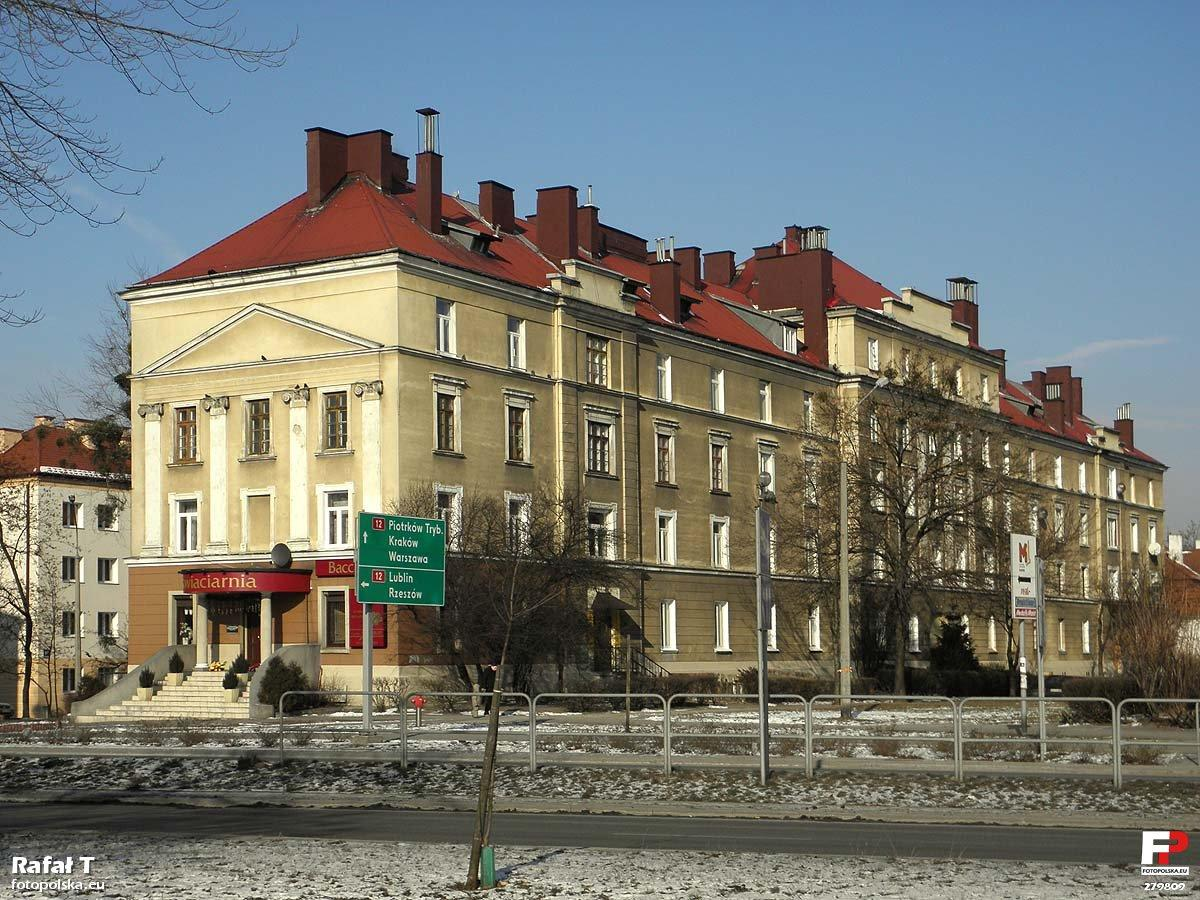
Jeden z budynków osiedla Fabryki Broni „Łucznik” w Radomiu
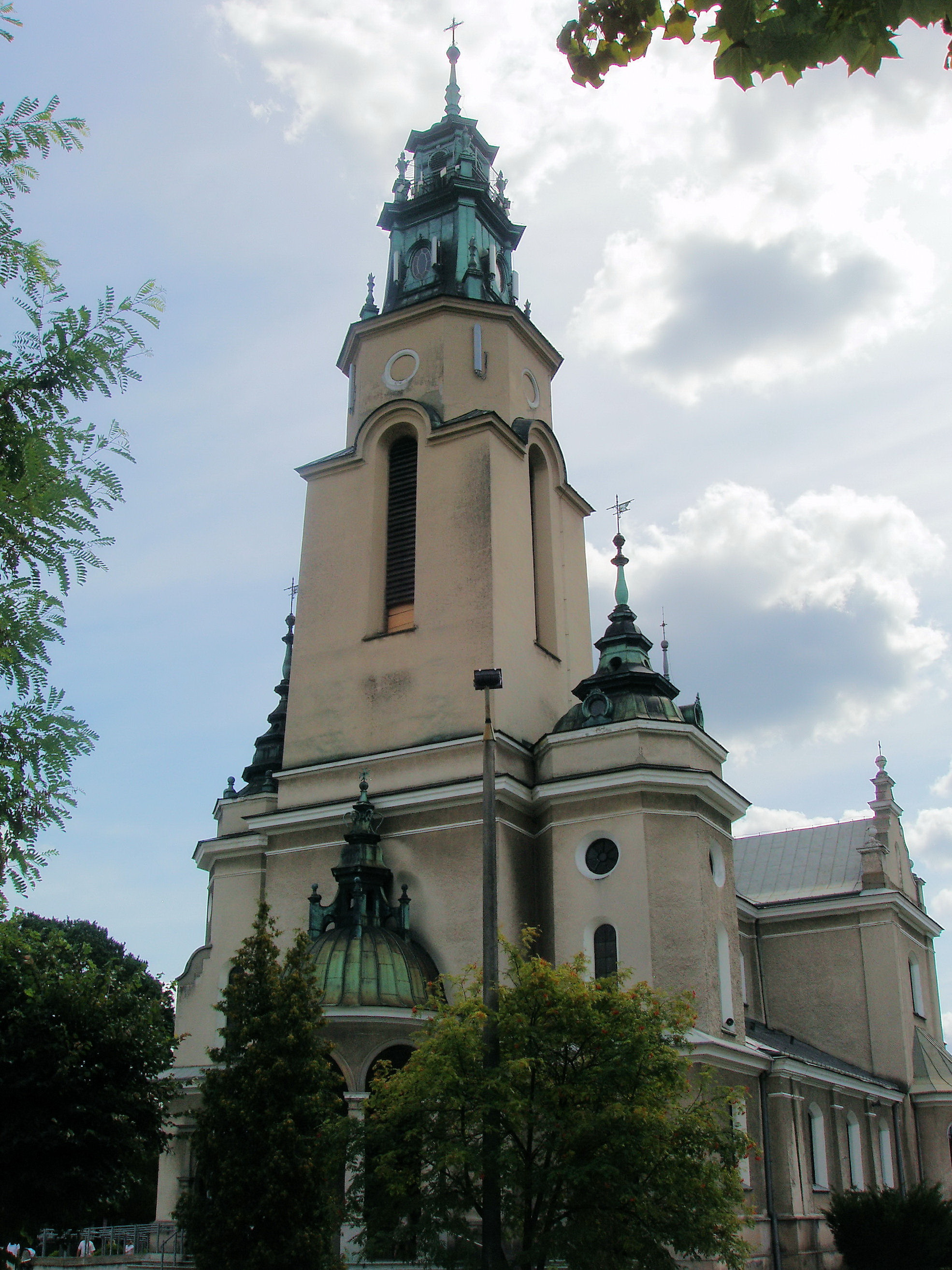
Kościół św. Barbary w Pionkach
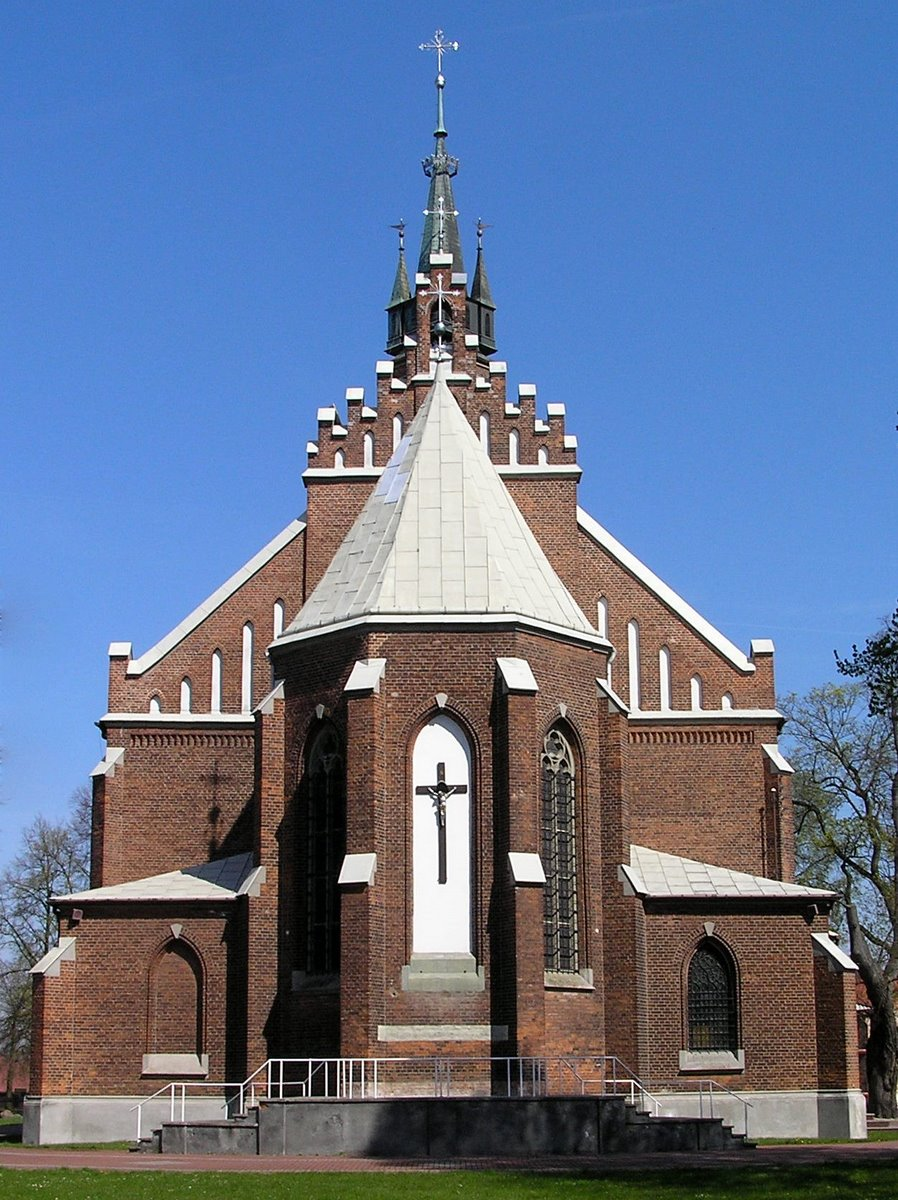
Kościół Narodzenia NMP w Charłupi Małej
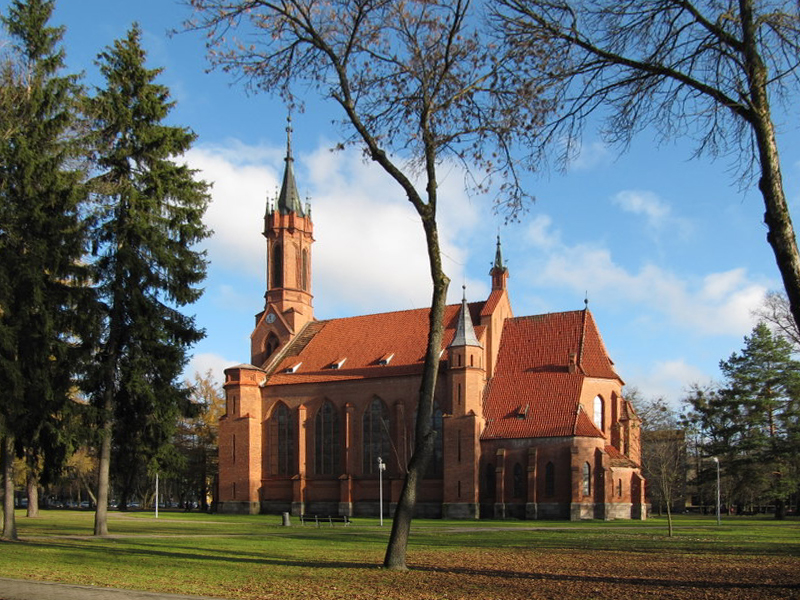
Kościół Matki Boskiej Szkaplerznej w Druskienikach
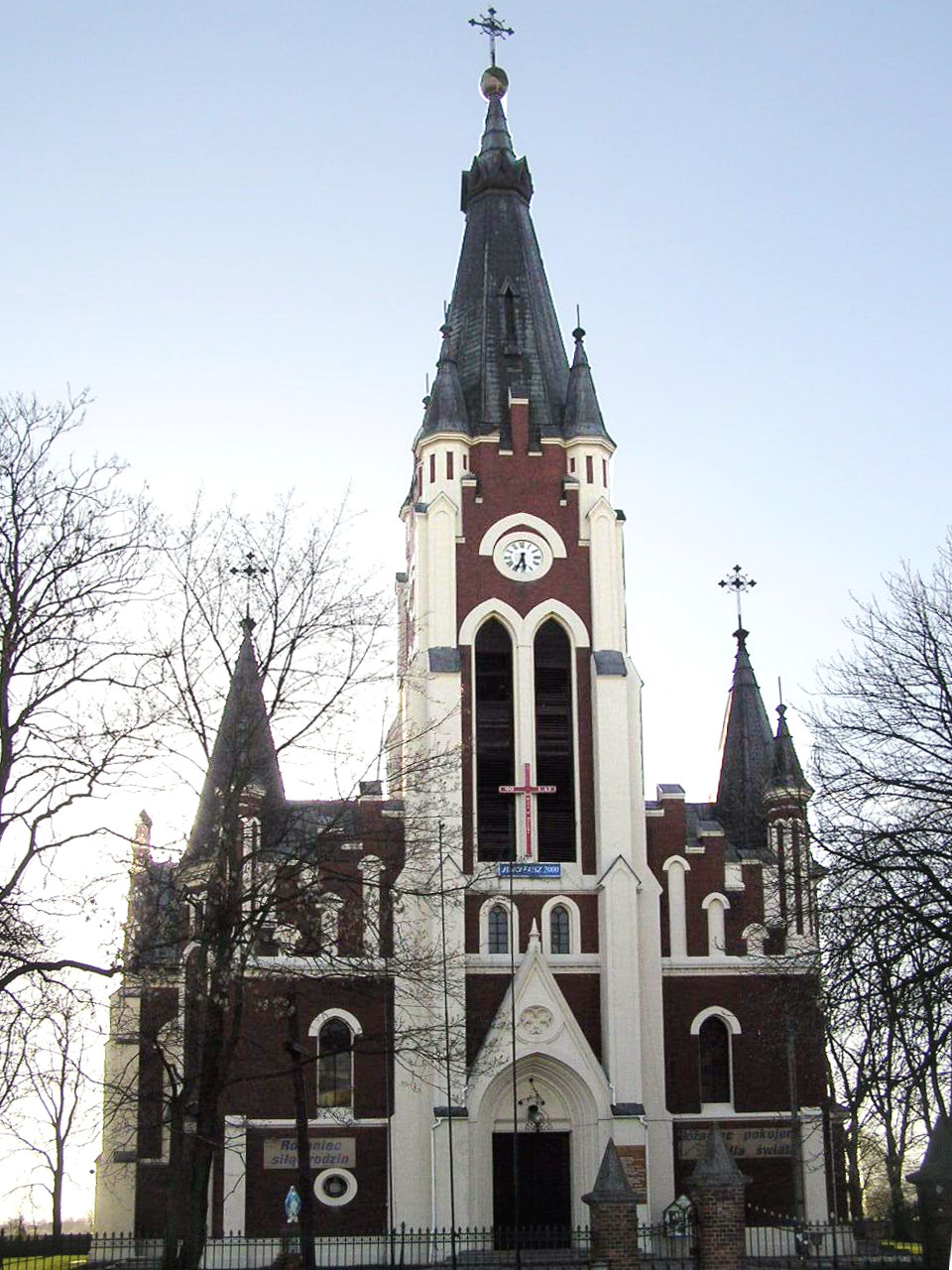
Kościół św. Wita w Mełgwi
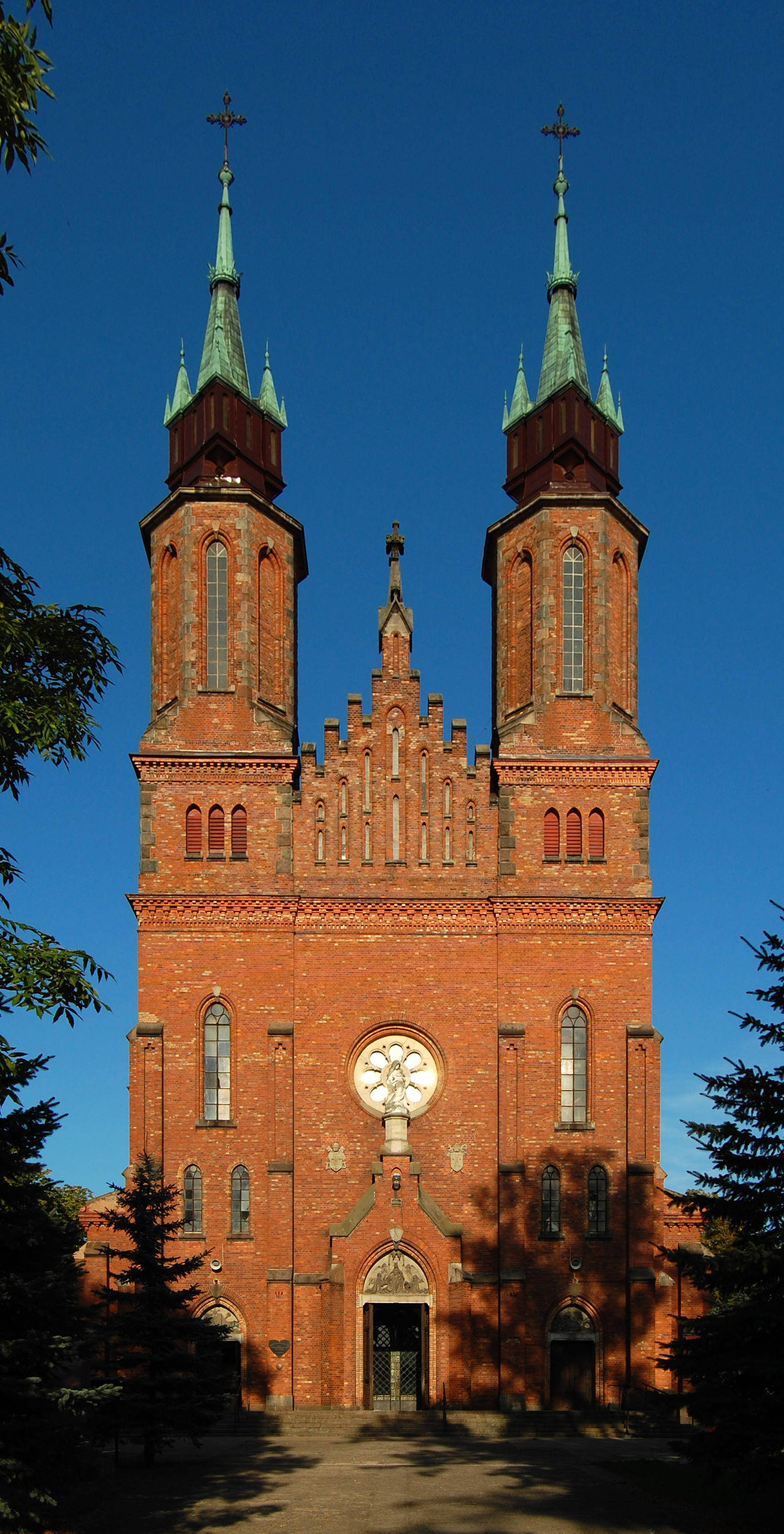
Kościół św. Apostołów Andrzeja i Bartłomieja w Osiecku